# Ноа Маркманн
Но́а Ге́сселлунн Ма́ркманн (дан. Noah Hessellund Markmann; нар. 24 лютого 2007) — данський футболіст, захисник клубу «Норшелланн».

## Клубна кар'єра
Вихованець академії «Норшелланна», в системі якої почав займатися з 11 років.
23 липня 2024 року підписав з клубом професіональний контракт. 25 вересня 2024 року дебютував в основному складі «Норшелланна» в матчі Кубка Данії проти клубу «Фремад Амагер», вийшовши на заміну Єппе Тверскову. 23 лютого 2025 року в поєдинку проти «Сеннер'юска» дебютував у данській Суперлізі.

## Кар'єра в збірній
Виступав за збірні Данії до 16, до 17 і до 18 років. У травні 2024 року потрапив в заявку збірної до 17 років на юнацький чемпіонат Європи на Кіпрі. На турнірі провів усі 5 матчів, а данці дійшли до півфіналу, поступившись італійцям.

## Статистика виступів
Станом на 10 серпня 2025 
| Клуб              | Сезон             | Чемпіонат         | Чемпіонат | Чемпіонат | Кубок | Кубок | Єврокубки | Єврокубки | Інші  | Інші | Всього | Всього | Всього |
| Клуб              | Сезон             | Дивізіон          | Матчі     | Голи      | Матчі | Голи  | Матчі     | Голи      | Матчі | Голи | Матчі  | Голи   |        |
| ----------------- | ----------------- | ----------------- | --------- | --------- | ----- | ----- | --------- | --------- | ----- | ---- | ------ | ------ | ------ |
| Норшелланн        | 2024–25           | Суперліга         | 10        | 0         | 1     | 0     | —         | —         | —     | —    | 11     | 0      |        |
| Норшелланн        | 2025–26           | Суперліга         | 2         | 0         | 0     | 0     | —         | —         | —     | —    | 2      | 0      |        |
| Всього за кар'єру | Всього за кар'єру | Всього за кар'єру | 12        | 0         | 1     | 0     | 0         | 0         | 0     | 0    | 13     | 0      |        |